# Хуан Уальпаррімачі Майта
Хуа́н Уальпарріма́чі Ма́йта ісп. Juan Huallparrimachi Mayta; 1793, Потосі нині департамент Потосі, Болівія — 1814) — болівійський кечуа поет і письменник; учасник боротьби проти панування Іспанії під час Війни за незалежність іспанських колоній в Америці. Один із лідерів корінних народів. Вшановується як національний герой Болівії (від 2017 року).

## З життєпису
Онук португальського єврея. Народився в Мача (Потосі) в 1793 році, в сім'ї іспанця та індіанки з Куско. Після ранньої смерті матері, кинутий напризволяще батьком, голодував, бродяжничав, виховувався індіанцями, поки його не усиновили подружжя Хуани та Мануеля Паділья, що прищепили йому любов до корінних народів Болівії і, з якими він приєднався до революційної боротьби проти іспанської корони. Оскільки він знав лише прізвище свого діда по материнській лінії, то прийняв його, і під ним увійшов до історії болівійської літератури.
До смерті 1814 року під час битви при Серро-де-Лас-Карретас його називали «солдатським поетом»

## З доробку
У хвилини відпочинку Уальпаррімачі писав літературні твори мовою кечуа та кастильською, переважно поезію. Автор низки децим. Збереглися 12 куплетів у жанрі любовної лірики.
І хоча відомими лише є трохи більше 10 віршів поета, вони фактично ознаменували початок нового — авторського етапу кечуанської поезії. Ці вірші ще є близькими до народної поезії, проте їм властивий індивідуальний авторський стиль і прийнята з іспанської поезії рима. Творчість поета яскрава унаочнила зростання національної свідомості кечуа.